# Serjical Strike Records
Serjical Strike Records je diskografska kuća u vlasništvu Universal Music Groupa.
Osnovao ju je Serj Tankian, pjevač sastava System of a Down u travnju 2001.

## Glazbenici
- Axis of Justice[1]
- Bad Acid Trip[2]
- Buckethead[3]
- The Cause[4]
- Death by Stereo[5]
- The F.C.C.[6]
- Fair to Midland[7]
- Khatchadour Tankian[8]
- Kittens for Christian[9]
- Serart[10]
- Serj Tankian[11]
- Slow Motion Reign[12]
- Visa[13]

## Izdanja
| Godina | Glazbenik             | Izdanje                                                   |
| ------ | --------------------- | --------------------------------------------------------- |
| 2003.  | Serart                | Serart Sampler                                            |
| 2003.  | Serart                | Serart (album)                                            |
| 2003.  | Kittens for Christian | Privilege of Your Company                                 |
| 2004.  | Bad Acid Trip         | For the Weird by the Weird                                |
| 2004.  | Bad Acid Trip         | Lynch the Weirdo                                          |
| 2004.  | Axis of Justice       | Axis of Justice: Concert Series Volume 1                  |
| 2005.  | Buckethead & Friends  | Enter the Chicken                                         |
| 2006.  | Slow Motion Reign     | Slow Motion Reign                                         |
| 2006.  | Fair to Midland       | The Drawn and Quartered EP                                |
| 2007.  | Fair to Midland       | Fables from a Mayfly: What I Tell You Three Times Is True |
| 2007.  | Serj Tankian          | Elect the Dead                                            |
| 2008.  | Serj Tankian          | Lie Lie Live                                              |
| 2009.  | Death by Stereo       | Death Is My Only Friend                                   |
| 2009.  | Bad Acid Trip         | Symbiotic Slavery                                         |
| 2010.  | Serj Tankian          | Elect the Dead Symphony                                   |

## Vanjske poveznice
- Službena stranica